# Paula Bzura
Paula Bzura est une patineuse de vitesse sur piste courte polonaise née le 4 septembre 1990 à Białystok.

## Biographie
Elle participe aux épreuves de patinage de vitesse sur piste courte aux Jeux olympiques de 2010.
Elle remporte la médaille de bronze du relais 3 000 mètres aux Championnats d'Europe de patinage de vitesse sur piste courte 2013.